# Bembidion nogalesium
Bembidion nogalesium är en skalbaggsart som beskrevs av Thomas Casey. Bembidion nogalesium ingår i släktet Bembidion och familjen jordlöpare. Inga underarter finns listade i Catalogue of Life.